# Tony Oliva
Tony Pedro Oliva (Pinar del Río, Cuba, 20 de julio de 1938), más conocido como Tony Oliva, es un exjugador profesional cubano de béisbol que se desempeñó en la posición de jardinero derecho en las Grandes Ligas de Béisbol (MLB). Es miembro del Salón de la Fama del Béisbol.

## Carrera
Oliva jugó como profesional quince temporadas en Minnesota Twins (1962-1976), equipo en el que se retiró.

## Reconocimiento
En 2022, ingresó como miembro al Salón de la Fama del Béisbol.